# Hubbardia shoshonensis
Hubbardia shoshonensis är en spindeldjursart som först beskrevs av Briggs och Hom 1972.  Hubbardia shoshonensis ingår i släktet Hubbardia och familjen Hubbardiidae. Inga underarter finns listade i Catalogue of Life.